# Expérience de Pound et Rebka
L'expérience de Pound et Rebka est la première mise en évidence du décalage gravitationnel vers le rouge (tests expérimentaux de la relativité générale).
Réalisée en 1960, Robert Pound et Glen Rebka ont utilisé l'effet Mössbauer découvert un an plus tôt.

## Description
L'expérience de Pound-Rebka est une expérience pour tester la théorie de relativité générale d'Albert Einstein. Robert Pound et son étudiant de troisième cycle Glen A. Rebka l'ont proposée en 1959. C'est une expérience de décalage gravitationnel vers le rouge, qui mesure le décalage vers le rouge de lumière se déplaçant dans un champ de gravitation. Une prévision de relativité générale prévoyait que des horloges devraient mesurer des temps différents en fonction de leur position (altitude) dans un champ de gravitation.

## Principe
Le déplacement de la source par oscillations prévoit un décalage Doppler (spectrométrie Mössbauer) vers le rouge de :
{\displaystyle f_{r}={\sqrt {\frac {1-v/c}{1+v/c}}}f_{e}.}
D'autre part, la Relativité Générale prévoit un décalage gravitationnel vers le bleu de :
{\displaystyle f_{r}={\sqrt {\frac {1-{\dfrac {2GM}{(R+h)c^{2}}}}{1-{\dfrac {2GM}{Rc^{2}}}}}}f_{e}.}
Un détecteur placé en bas d'un bâtiment mesure la superposition des deux effets. Le déplacement vertical de l'émetteur par oscillations est modifié jusqu'à ce que les deux effets se compensent (résonance):
{\displaystyle {\sqrt {{\frac {1-v/c}{1+v/c}}\cdot {\frac {1-{\dfrac {2GM}{(R+h)c^{2}}}}{1-{\dfrac {2GM}{Rc^{2}}}}}}}=1.}